# Zentralverwaltung für Statistik
Die Staatliche Zentralverwaltung für Statistik (SZS) war das zentrale staatliche Organ des Ministerrats für die amtliche Statistik und Rechnungsführung der DDR.
Am 19. Oktober 1945 wurde gemäß Befehl Nr. 105 des Obersten Chefs der Sowjetischen Militäradministration in Deutschland (SMAD) die Deutsche Zentralverwaltung für Statistik in der sowjetischen Besatzungszone (später kurz Statistisches Zentralamt genannt) gebildet. Die Basis dieser Zentralverwaltung bildeten die in Berlin bestehenden Teile des ehemaligen Statistischen Reichsamtes.
Im September 1949 wurde das Statistische Zentralamt dem Ministerium für Planung, der späteren Staatlichen Plankommission, zugeordnet. 1950 erfolgte die Zentralisierung der Statistik der DDR. Die statistischen Landesämter wurden zu nachgeordneten Behörden des Statistischen Zentralamtes; mit der Abschaffung der Länder wurden sie im August 1952 zu Bezirksstellen des Statistischen Zentralamtes. Im September 1952 erhielt das Statistische Zentralamt die neue Bezeichnung Staatliche Zentralverwaltung für Statistik (SZS). 1956 wurde die SZS als selbstständiges Amt dem Ministerrat unterstellt. Seit dem 1. Januar 1970 befand sich der Sitz der SZS im Haus der Statistik in der Hans-Beimler-Straße 70–72 in Berlin. Wesentliche Aufgabe der SZS war die Durchsetzung des Einheitlichen Systems von Rechnungsführung und Statistik (ESRS); dazu war ihr unter anderem die Zentralstelle für Primärdokumentation nachgeordnet.
Nach der Wende wurde die Staatliche Zentralverwaltung für Statistik im März 1990 in Statistisches Amt der DDR umbenannt. Nach der Wiedererrichtung der Länder wurde das Amt am 3. Oktober 1990 aufgelöst und als Gemeinsames Statistisches Amt der Länder Brandenburg, Mecklenburg-Vorpommern, Sachsen, Sachsen-Anhalt und Thüringen weitergeführt. Später gingen seine Aufgaben auf die neu geschaffenen statistischen Landesämter der neuen Länder über. Die Zentralfunktionen für die neuen Bundesländer wurden als Statistisches Bundesamt / Zweigstelle Berlin-Alexanderplatz fortgeführt. Die Unterlagen der SZS sind im Bundesarchiv archiviert.
Im September 1990 hatte das Amt insgesamt 3.326 Mitarbeiter. 

## Leiter
- 1945–1948 Bruno Gleitze
- 1949–1951 Gerhard Bondi
- 1951–1955 Max Scholz
- 1955–1957 Friedrich Behrens
- 1957–1962 Heinz Rauch
- 1963–1990 Arno Donda

## Publikationen (Auswahl)
- Statistisches Jahrbuch der Deutschen Demokratischen Republik (1955 bis 1990)
- Statistisches Taschenbuch der Deutschen Demokratischen Republik (1958 bis 1990)
- Vierteljahreshefte zur Statistik der Deutschen Demokratischen Republik (1957 bis 1959)
- Statistische Praxis: Zeitschrift für Rechnungsführung und Statistik (1946 bis 1979)